# Þaralátursfjörður
Þaralátursfjörður är en fjord i republiken Island. Den ligger i östra delen av Hornstrandir mellan fjordarna Furufjörður och Reykjarfjörður i regionen Västfjordarna, 240 km norr om huvudstaden Reykjavík. Fjorden är 2,6 km bred vid mynningen och 3,9 km lång. Ytan är 3,5 km². Längst in i fjorden finns ett lagunliknande översvämningsområde, Þaralátursós, som skapas av smältvatten från Drangajökull.
Praktmjölke (eyrarrós) växer på många håll kring fjorden, men är annars sällsynt i Västfjordarna.
Fjorden är obebodd. Den uppgavs vara öde redan i Árni Magnússons och Páll Vídalíns Jarðabók från början av 1700-talet, men Ólafur Olavius (1780) påstod sig ha hört att det skulle ha funnits en gård i Þaralátursfjörður med samma namn som fjorden, men som förstördes för länge sedan då Drangajökull bredde ut sig. Han trodde dock inte att fjorden någonsin skulle kunna bli beboelig ”eftersom hela trakten är ofruktbar, stenig och mager”. Men enligt Helgi Björnsson skall det ha funnits bosättningar kring fjorden även i senare tid. Mellan åren 1922 och 1946 fanns där en gård vars inbyggare specialiserat sig på att ta hand om drivtimmer. Gården sägs ha hetat Nes.

## Namnet
Ordet þaralátur är sammansatt av þari (genitiv þara) och látur. Þari betyder ″tång″ (Laminaria), men används ofta synonymt med þang (Fucus). Ordet látur betyder ″yngelplats (för något)″ och är vanligt i geografiska namn, till exempel Sellátur och Hvallátur, som har setts som yngelplatser för säl och val (eller valross). I Þaralátursfjörður förekommer ofta stora ansamlingar av tång längs fjordens stränder.

## Källor

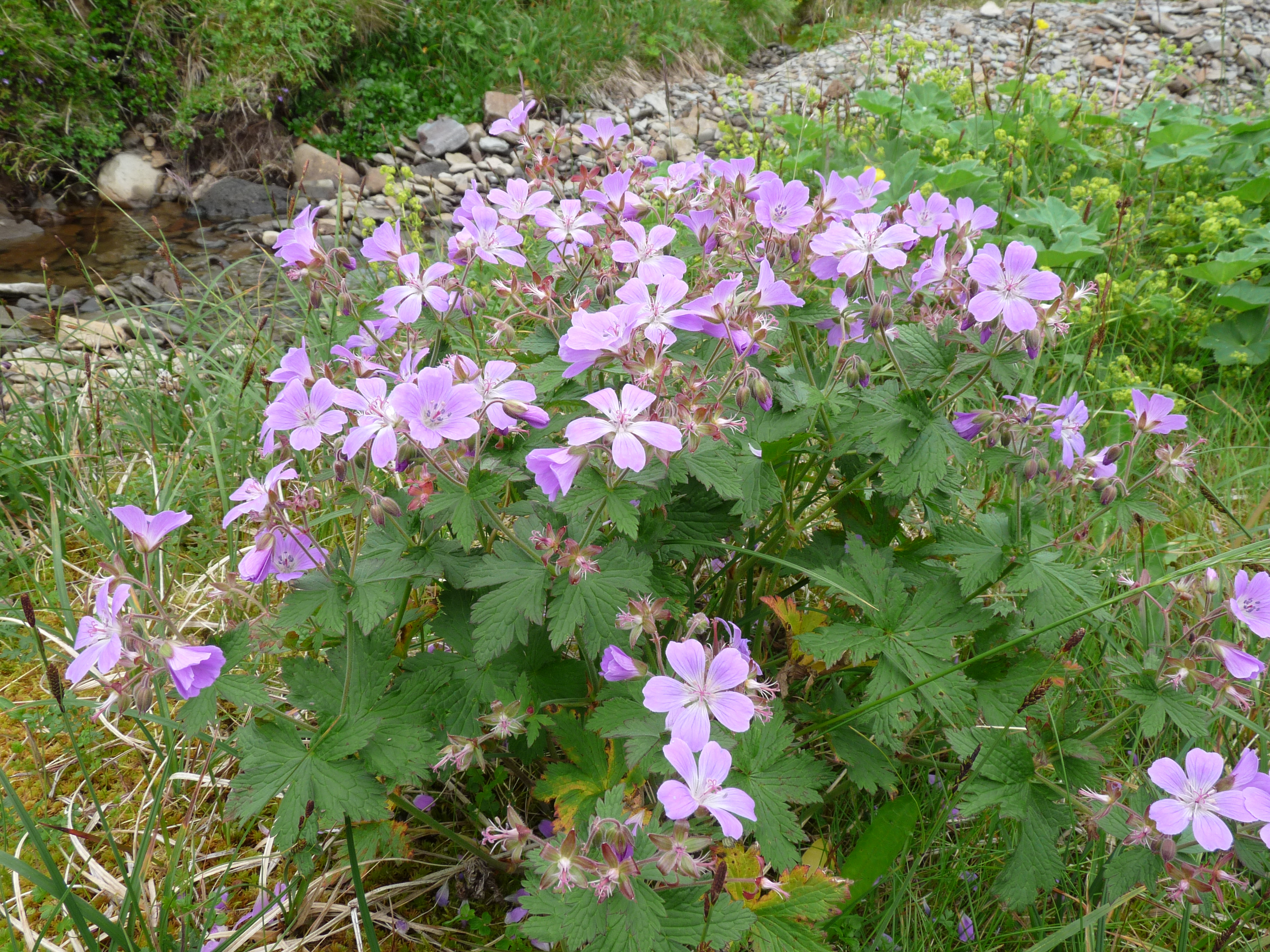
Blomprakt vid Þaralátursfjörður.
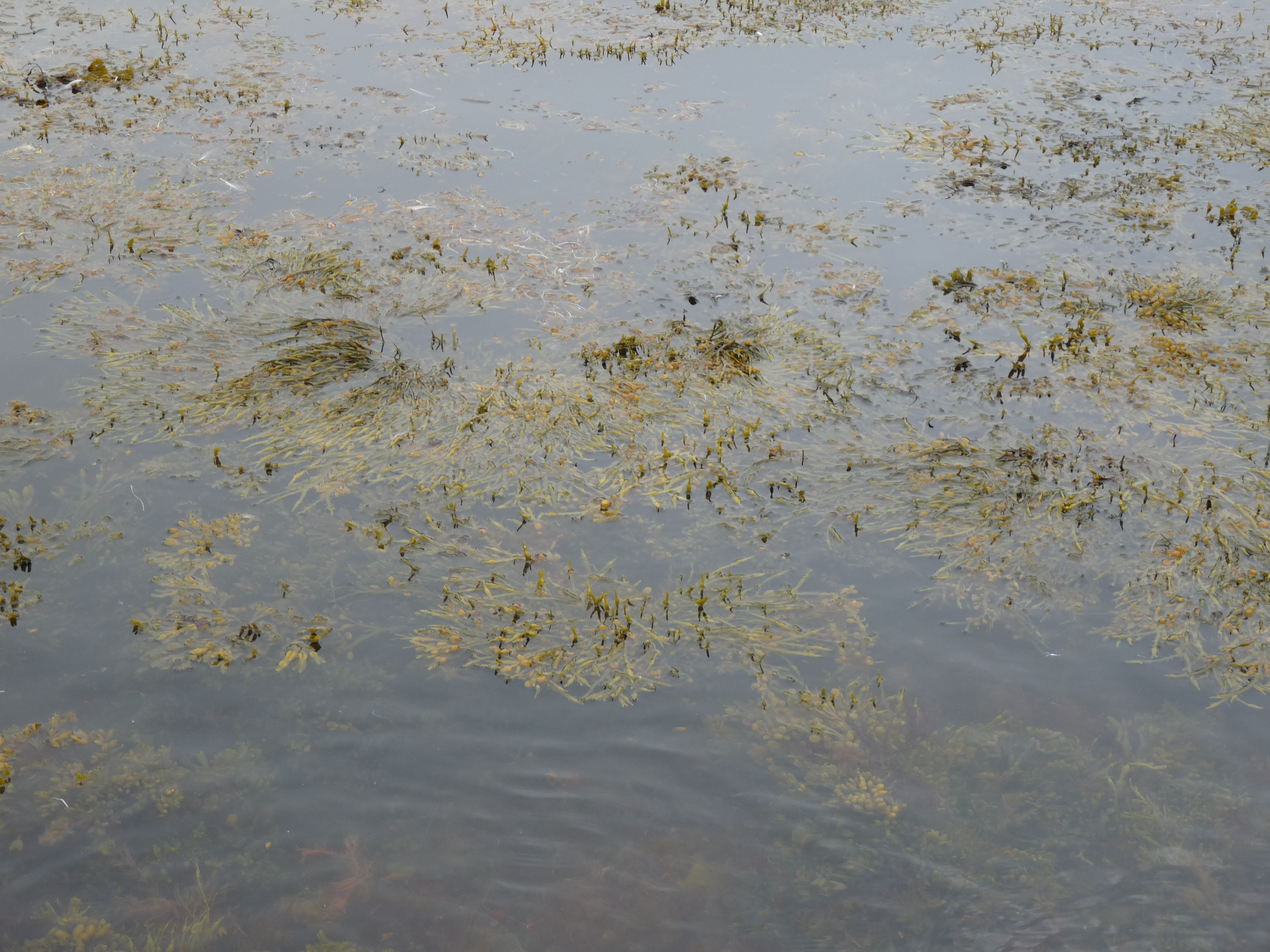
Tång i Þaralátursfjörður.
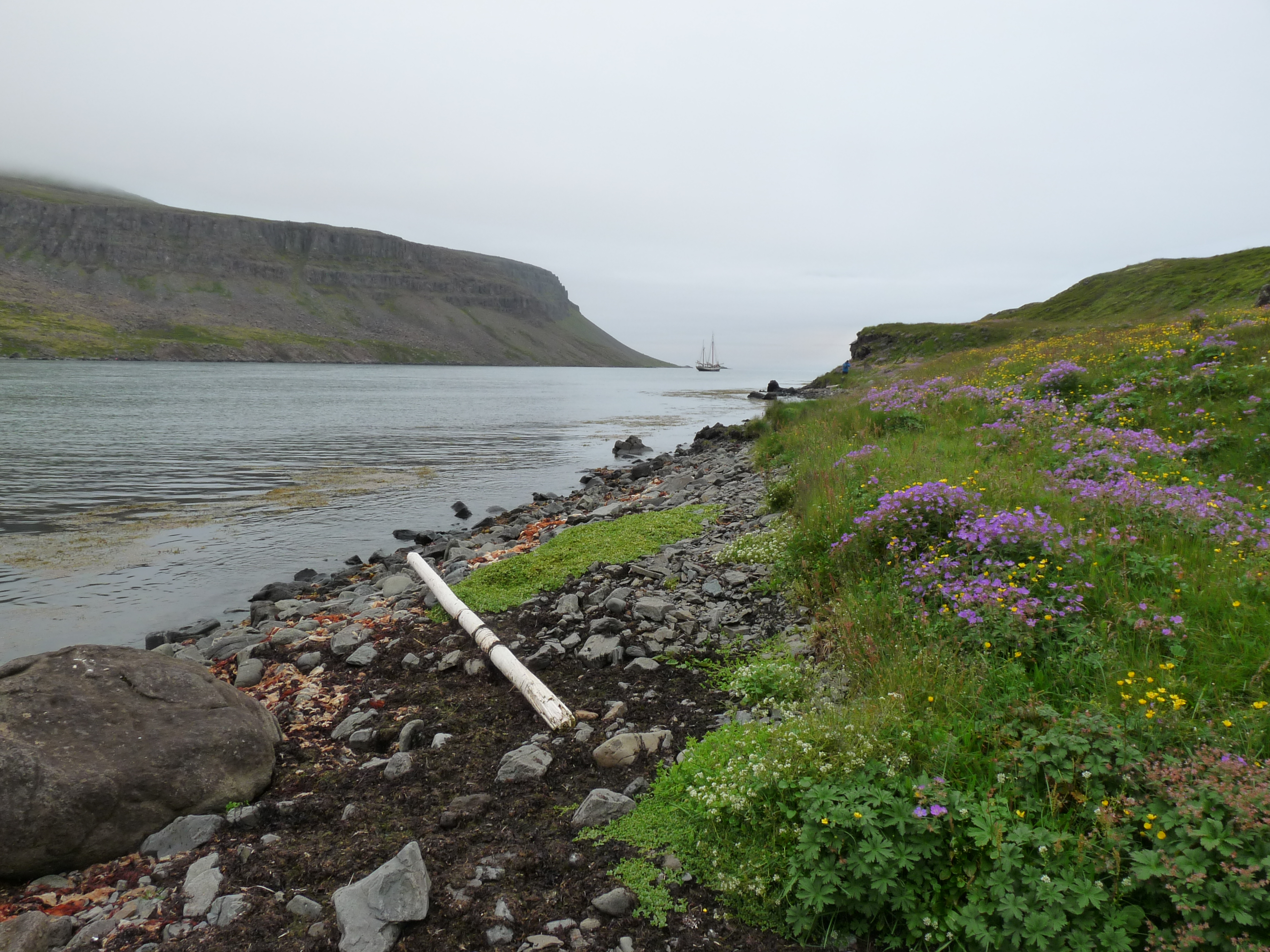
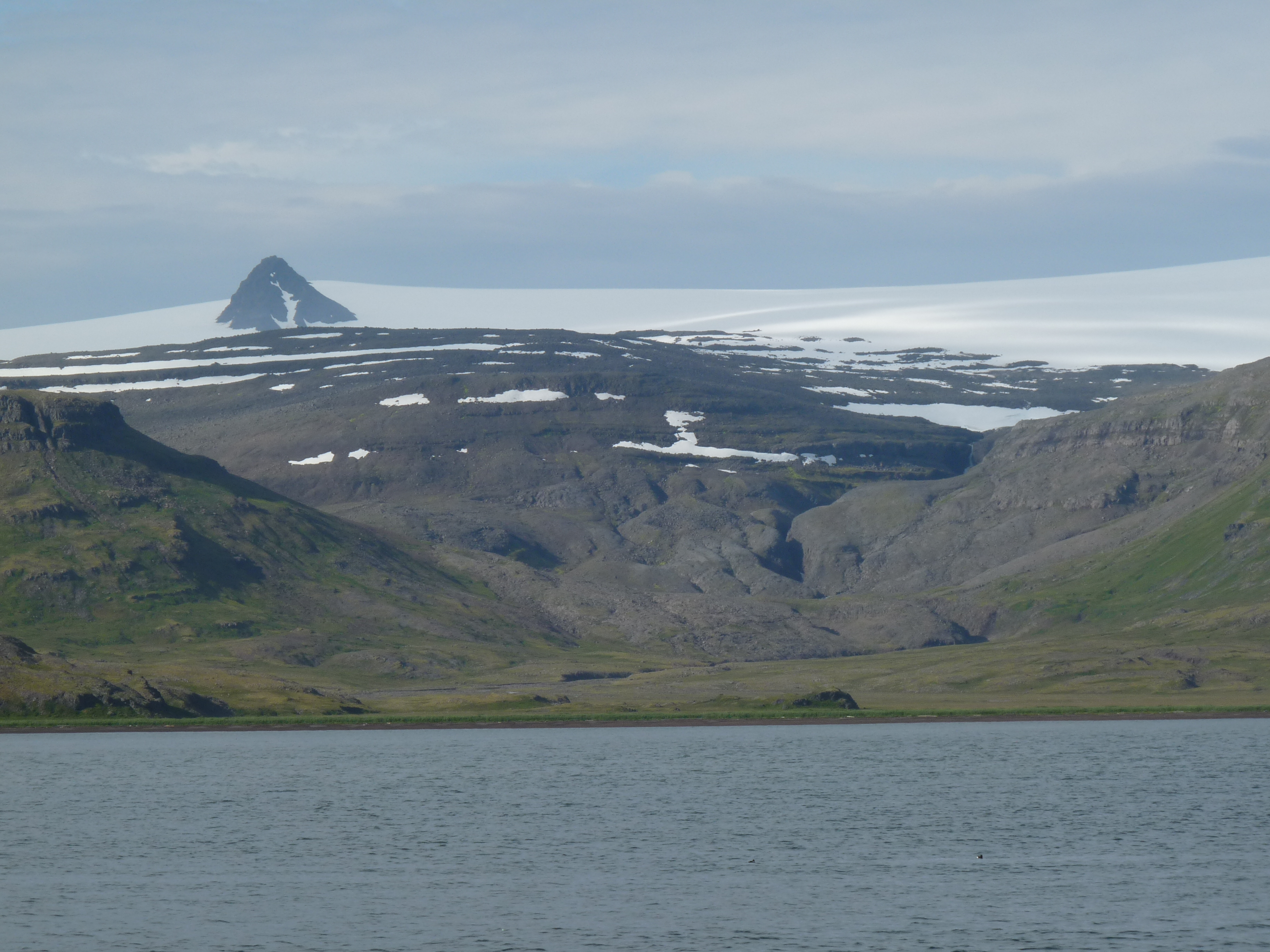
Drangajökull i bakgrunden.